# Paco Alcácer
Francisco "Paco" Alcácer García (Torrent, 30 de agosto de 1993) é um futebolista espanhol que atua como atacante. Atualmente joga no Emirates Club, dos Emirados Árabes, emprestado pelo Al Sharjah.

## Clubes

### Valencia
Alcácer começou a atuar pelo Valencia Mestalla em 2009, o que é uma espécie de time B. Em 2011, com 18 anos, começou a ter chances na equipe principal. 
Marcou o seu primeiro gol pelo clube no dia 3 de outubro de 2013, contra o Kuban Krasnodar, em jogo fora de casa válido pela Liga Europa da UEFA na temporada 2013–14.
Alcácer marcou seu primeiro gol pelo Valencia pela La Liga em 25 de janeiro de 2014, em um empate em 2–2 em casa contra o Espanyol. Ele marcou também na rodada seguinte, na vitória por 3–2 no Camp Nou contra o Barcelona.
No dia 10 de abril de 2014, Alcácer marcou o primeiro hat-trick da sua carreira, ajudando o Valencia a derrubar o Basel por 5–0 em casa e se classificar para as semifinais da Liga Europa. Era o seu 14º gol na temporada e o seu sétimo na competição continental.

### Getafe
Foi emprestado ao Getafe na temporada 2012–13. Alcácer marcou seu primeiro gol na La Liga no dia 7 de janeiro de 2013, na derrota para o Rayo Vallecano por 3–1.

### Barcelona
No dia 30 de agosto de 2016, assinou com o Barcelona por cinco temporadas. O custo da transferência alcançou trinta milhões de euros, sendo mais dois milhões variáveis e cláusula de rescisão em cem milhões.

### Borussia Dortumund
No dia 28 de agosto de 2018, foi emprestado ao Borussia Dortmund. No dia 14 de setembro marcou seu primeiro gol pela equipe, na vitória por 3–1 contra o Eintracht Frankfurt. No dia 23 de novembro de 2018, o clube alemão anunciou sua contratação em definitivo por 23 milhões de euros; o atacante assinou por cinco temporadas.

### Villareal
Após perder espaço com a chegada de Erling Haaland, foi anunciado como novo reforço do Villarreal no dia 30 de janeiro de 2020.

## Seleção Espanhola
Estreou pela Seleção Espanhola principal no dia 4 de setembro de 2014, substituindo Diego Costa em um amistoso contra a França.

## Títulos

### Títulos oficiais
Barcelona
- Copa do Rei: 2016–17 e 2017–18
- La Liga: 2017–18

Borussia Dortmund
- Supercopa da Alemanha: 2019

Villarreal
- Liga Europa: 2020–21

Seleção Espanhola Sub-19
- Campeonato Europeu Sub-19: 2011 e 2012

### Títulos não-oficiais
Barcelona
- International Champions Cup: 2017
- Troféu Joan Gamper: 2017

### Prêmios individuais
- Equipe do torneio do Campeonato Europeu Sub-17 de 2010
- Equipe do torneio do Campeonato Europeu Sub-19 de 2012[15]